# Danny Mercer
Daniel Murcia (geboren in Bogotá), beter bekend onder zijn artiestennaam Danny Mercer, is een uit Colombia afkomstige Amerikaanse artiest, songwriter en muziekproducent. Mercer staat onder contract bij Columbia Records en heeft samengewerkt met Afrojack, Akon, Frankie J, Nicole Scherzinger, Pitbull, The Wanted en will.i.am.
Mercer verhuisde op zesjarige leeftijd uit Colombia naar de Verenigde Staten, waar hij opgroeide in Weston (Florida). Vanaf zijn veertiende jaar schreef Mercer liedjes, en tijdens zijn opleiding aan de Columbia-universiteit in New York trok hij uiteindelijk de aandacht van reeds gevestigde songwriters en producers, onder wie The Messengers en Kara DioGuardi.
Mercer maakte in 2012 zijn commerciële debuut met de release van Pitbulls studioalbum Global Warming, waarop verschillende nummers van hem staan, zoals "Have Some Fun" en "Outta Nowhere". In het jaar daarop schreef hij voor Frankie J de single "No Te Quiero Ver Con Él" en, samen met will.i.am en Sandy Vee, het nummer "Boomerang" voor Nicole Scherzinger, dat binnenkwam op de zesde plaats in de Britse hitlijsten.